# Trakiszki (rejon kalwaryjski)
Trakiszki (lit. Trakiškiai) – wieś na Litwie, na Suwalszczyźnie, w rejonie kalwaryjskim w okręgu mariampolskim, w pobliżu granicy polsko-litewskiej. Przez wieś przebiega trasa europejska E67.
Za Królestwa Polskiego przynależała administracyjnie do gminy Janów w powiecie kalwaryjskim.